# Falko Droßmann

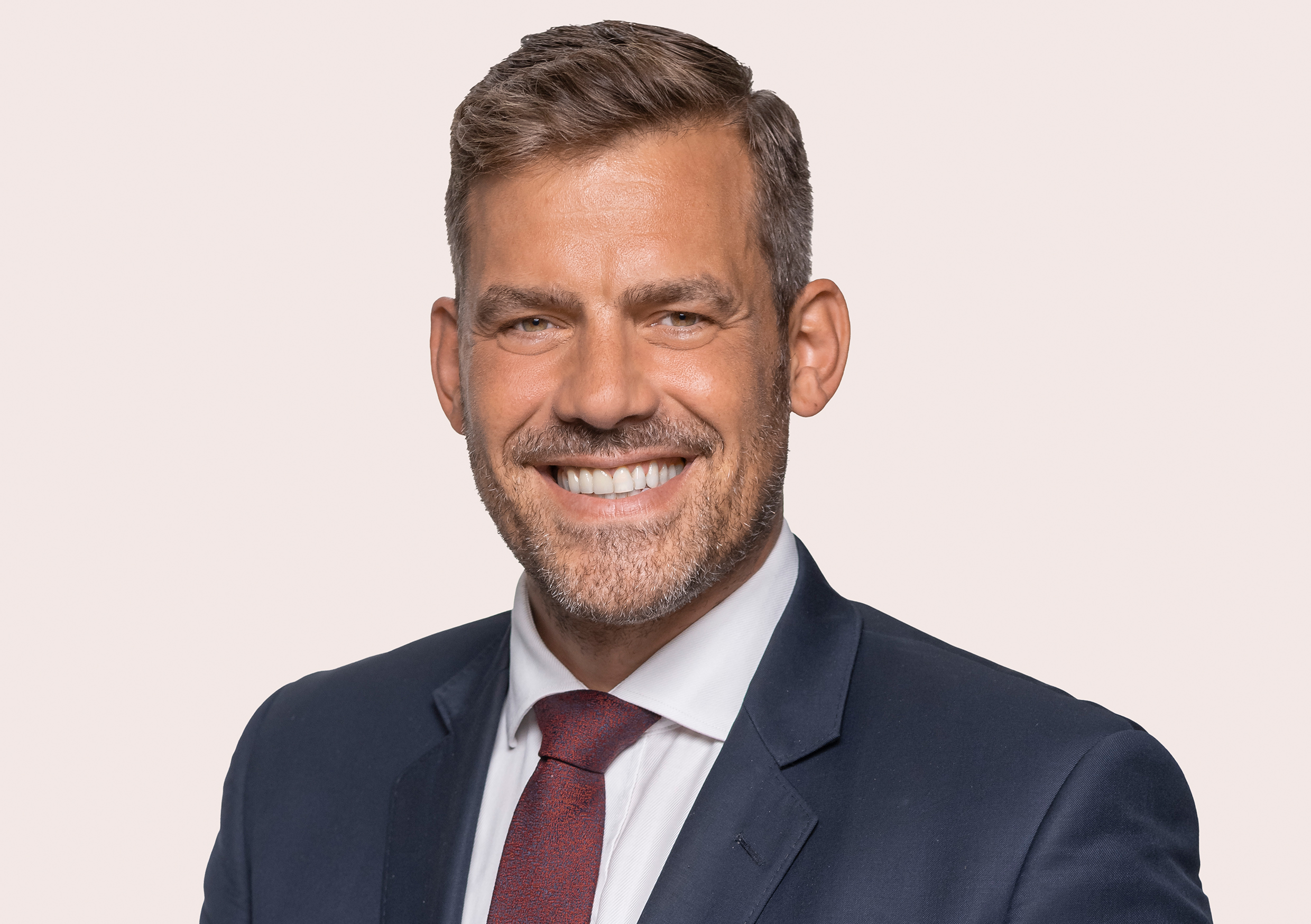
Falko Droßmann (2021)

Falko Droßmann (* 11. Dezember 1973 in Wipperfürth) ist ein deutscher Politiker der SPD und Oberstleutnant der Luftwaffe der Bundeswehr. Er ist seit September 2021 Mitglied des Deutschen Bundestages und dort seit Februar 2022 queer-politischer Sprecher und seit Oktober 2024 verteidigungspolitischer Sprecher der SPD-Bundestagsfraktion.

## Leben und berufliche Laufbahn
Droßmann wuchs als Sohn eines Busfahrers und einer Reinigungskraft in Wipperfürth im Oberbergischen Kreis auf. Nach der zehnten Klasse verließ er das Gymnasium und machte eine Ausbildung bei der Polizei Nordrhein-Westfalen. Ab 1994 besuchte er das berufliche Gymnasium Michelstadt, wo er 1997 sein Abitur ablegte.
Im Anschluss begann er seinen Dienst als Soldat in der Laufbahn der Offiziere des Truppendienstes und studierte von 1999 bis 2003 Geschichtswissenschaft mit dem Abschluss Magister artium an der heutigen Helmut-Schmidt-Universität/Universität der Bundeswehr Hamburg. 2005 wurde Droßmann zum Berufssoldaten ernannt und erhielt 2008 das Ehrenkreuz der Bundeswehr in Silber. Zuletzt war er an der Helmut-Schmidt-Universität/Universität der Bundeswehr Hamburg als Studentenfachbereichsleiter eingesetzt und verfügte über die Disziplinarbefugnis eines Bataillonskommandeurs. Während seiner Dienstzeit war er Blauhelmsoldat. Seit seiner Wahl in ein „kommunales Wahlbeamtenverhältnis auf Zeit“ ruht sein Dienstverhältnis als Soldat.
Droßmann ist offen homosexuell und seit dem 1. Oktober 2017, dem Tag der Einführung der Ehe für alle, mit seinem Partner Denny verheiratet. Er ist evangelisch-lutherischer Konfession.

## Politische Funktionen
2001 trat er in die SPD ein, für die er in Hamburg zunächst im Ortsausschuss Billstedt, im Jugendhilfeausschuss und im Bürgerausschuss tätig war. Seit 2004 war er Mitglied der Bezirksversammlung Hamburg-Mitte, seit 2011 Vorsitzender der SPD-Bezirksfraktion. 2014 wurde Droßmann auf Platz 1 der Bezirksliste erneut in die Bezirksversammlung Hamburg-Mitte gewählt. Ebenso wurde er als Fraktionsvorsitzender bestätigt und führte seitdem die rot-grüne Koalition im Bezirk Hamburg-Mitte.
Am 25. Februar 2016 wurde er zum Bezirksamtsleiter im Bezirk Hamburg-Mitte gewählt und trat damit die Nachfolge von Andy Grote an, der im Januar zum Innensenator der Hansestadt ernannt wurde.
Bei den Bundestagswahlen 2021 gewann er das Direktmandat für den Bundestagswahlkreis 18 – Hamburg-Mitte und ist seitdem Mitglied des Deutschen Bundestages. Er ist Mitglied im Verteidigungs- sowie im Auswärtigen Ausschuss und im Ausschuss für Menschenrechte und humanitäre Hilfe.
Im Februar 2022 wurde Droßmann zum queerpolitischen Sprecher der SPD-Bundestagsfraktion gewählt. Seit März 2022 ist er außerdem im Unterausschuss für Abrüstung, Rüstungskontrolle und Nichtverbreitung von Nuklearwaffen. Am 8. Oktober 2024 wurde Droßmann von der SPD-Bundestagsfraktion zum verteidigungspolitischen Sprecher gewählt.
Bei der Bundestagswahl 2025 kandidierte er wieder als Direktkandidat sowie auf Landeslistenplatz 5 der Hamburger SPD. Dabei konnte er das Direktmandat mit 27,5 % der Erststimmen verteidigen. Im 21. Deutschen Bundestag ist er wieder ordentliches Mitglied im Verteidigungsausschuss und im Ausschuss für Menschenrechte und humanitäre Hilfe. Zudem ist er erneut verteidigungspolitischer Sprecher sowie Obmann der SPD-Bundestagsfraktion im Verteidigungsausschuss.

## Positionen und Kontroversen

### Untersagung des Wahlkampfes des türkischen Außenministers
Überregionale Aufmerksamkeit erlangte Droßmann, als er dem türkischen Außenminister Mevlüt Çavuşoğlu einen Wahlkampfauftritt im Rahmen des türkischen Präsidentenwahlkampfes 2017 in Hamburg-Wilhelmsburg untersagte.
Çavuşoğlu warf Droßmann und der Bundesrepublik Deutschland am selben Abend vor mehreren hundert Schaulustigen vom Balkon des türkischen Konsulats in Hamburg-Uhlenhorst vor, „Deutschland verfolge eine systematische Gegnerschaft zur Türkei“ und „türkische Staatsbürger würden in Deutschland systematisch unterdrückt“.

### Verbot von Koranverteilungen
Bundesweit erstmals untersagte Droßmann 2016 die Verteilung von Koran-Ausgaben im Rahmen der salafistischen Lies-Kampagne. Die Gesetzmäßigkeit seines Vorgehens wurde abschließend 2020 durch das Verwaltungsgericht bestätigt.

### Sanierung leerstehender Wohnungen gegen den Willen des Eigentümers
Im Jahr 2017 nutzte Droßmann – dessen Schwerpunkt in der Sozialpolitik liegt – die Möglichkeiten des Hamburger Wohnraumschutzgesetzes und sanierte in Ersatzvornahme mehrere leerstehende Wohnungen gegen den Willen des Eigentümers, um sie hiernach wieder vermieten zu können.
In Folge dieser Maßnahmen wurde er mehrfach in verschiedene Landtage und Kommunen eingeladen, um von seiner Maßnahme zu berichten.

## Mitgliedschaften
Falko Droßmann ist Mitglied der Europa-Union Deutschland, die sich für ein föderales Europa und den europäischen Einigungsprozess einsetzt.